# 天国 (曲)
「天国」（てんごく）は、日本のロックバンド・Mrs. GREEN APPLEの楽曲。2025年5月2日にユニバーサルミュージック内のレーベル・EMI Recordsより配信限定シングルとしてリリースされた。

## 概要
前作「クスシキ」より、約1か月ぶりのリリース。本楽曲は、映画『#真相をお話しします』主題歌として書き下ろされた。映画の主題歌を担当するのは、2024年に公開された映画『聖☆おにいさん THE MOVIE 〜ホーリーメンVS悪魔軍団〜』に起用された「ビターバカンス」以来となる。
3月上旬、音楽メディア関係者限定で先行試聴会が実施された。楽曲のタイトルや制作背景などは明かされず、サラウンドの音響環境が用意された部屋で楽曲を試聴するというものであった。この企画を考案したきっかけについて、大森は「先入観と固定概念がなるべくまっさらな状態で、曲が持つ純度、ミセスというものの "進化" と "深化" と "真価" を問いたかった」と答えている。
3月19日には、映画の主題歌として、本楽曲を書き下ろしたことを発表。また同日、本楽曲を使用した予告映像が公開された。
4月25日、本楽曲が17th配信シングルとしてリリースされることが発表され同時に楽曲のリリースまでのコンテンツカレンダーが公開された。26日から、カバーアートやティザームービーなどが公開された。28日には、リリースに先駆け、TBS系列『CDTV ライブ!ライブ!』に出演し「天国 (Movie ver.)」として、初披露した。
5月5日、同日放送された『Mrs. GREEN APPLE 10 YEARS SPECIAL』（NHK総合）での本楽曲の映像が、NHK公式YouTubeチャンネルにて公開された。また、本楽曲のほかに「パブリック」の映像が公開された。
5月19日には、TBS系列『CDTV ライブ!ライブ!』での「クスシキ」と本楽曲の映像が、公式YouTubeチャンネルにて公開された。本映像は、6月13日までの4週間限定公開となる。

## 楽曲制作
映画の主演も務めながら、楽曲を制作した大森は「芝居とは違う角度で向き合った」「『贖罪を抱えて、もうどうしようもないお粗末な生き物をどうやったら愛していけるのか？』みたいなところに立ち返って、ミュージシャンとして書きました」と語っている。
撮影当初、大森が映画の主題歌を担当する予定は無かったが、スタッフに「主題歌を担当してみてはどうか」と相談を受け、楽曲を書き下ろすこととなった。スタッフからは、バンドではなく、大森個人として制作することも提案されたというが、大森は「映画をポップコーンムービーと思う人もいるが映画の内容はそうではない、というトリックを活かしたい」と考え、バンドの楽曲として、撮影中に制作を始めたという。
本楽曲の起用の発表に際し、発表されたコメントでは「『天国』というタイトルの楽曲を僕はもっともっと先の未来で描くと思っていましたが、このきっかけとタイミングの巡り合わせでこの度、この楽曲が生まれることになり、なんとも感慨深いです」とした。映画のエンドロールを制作したCGディレクターの福地亮介は、タイトルを知らずにデモ音源を聞きながら作業を進めるなか「天国みたいなイメージの曲だな」と感じていたという。
プロデューサーに「（楽曲が）暗すぎるのではないか」と指摘された際には「いや、でもこれは暗ければ暗いほどいいと思うんです。なぜならみんなそういう映画だと思っていないから」と、プロデューサーを説得したというエピソードがある。
本楽曲のレコーディングは「すごい高い緊張感、高い集中力で臨めた」といい、キーボード・藤澤は「自分のピアノに感動したのは初めてだった」と述べており、大森は「そんなふうに言えるようになったのがすごい嬉しいなと思うし、プレイヤーとしての成長を深く感じた」と語っている。
また、本楽曲のリリース前にTBS系『CDTV ライブ!ライブ!』でも披露された、本楽曲の映画バージョン「天国 (Movie ver.)」に関しては「映画で流れる尺と、リリースされる楽曲ではバージョンが違っていて、映画では2番のAメロがカットされているんですけど、そういうところにも意味を持たせながら作っていきました。そういうすべてがトリックであるべきだなと思って」と語った。
自身らがパーソナリティを務めているラジオ番組『ミセスLOCKS!』にて、大森は「ミセスにとっても珍しいっていうか、新たな起点となる楽曲なんじゃないかな」と述べている。

## 音楽性
本楽曲は〈もしも 僕だけの世界ならば〉という歌い出しにもあるように、他者とともに生きている、社会で生きる1人の人間の心情を歌った楽曲となっている。これまでは、自分や他人を愛し、憎む人間の性、愚かさをも「愛おしい」と歌っていたのに対し、本楽曲は、愚かさと罪の意識だけをひたすらに歌った、重々しいバラードとなっている。
大森は「『Soranji』のときは『生きよう』とか、前を向こうとしている人の背中を押す要素と、背中をさすってあげる要素が同時にあったんですけど、この曲って『無』なんですよ。虚無。風が吹いてるだけ、海が流れてるだけ。そういう楽曲にしたかったんです」と語った。
音楽ライターの蜂須賀ちなみは、本楽曲のテーマに関して、同じく「Soranji」と「Part of me」を類似したテーマの楽曲として参照し、以下のように述べている。
| 「 | 2022年に発表された「Part of me」は、オーケストレーションによって全体が彩られているほか〈いつかは亡くなって 誰かの一部になれなかったとしても 今日のこの倖せだけは 何にも変えられない奇跡だと 素直に思える僕が居る〉と、主人公が孤独を抱えながらも一歩踏み出す、といったイメージがなされる。 「Soranji」は〈信じて欲しい。〉〈生きて欲しい。〉〈愛して欲しい。〉といったメッセージが歌われていたほか、マーチングドラムやクワイア的なコーラスが力強くなっていく構成で、明確に救いがあった。 一方で「天国」には、動きも救いもないまま、楽曲は唐突に終わりを迎える。 | 」 |
| —蜂須賀ちなみ（Real Sound「「天国」の重々しい衝撃 大森元貴が問う、抗えない現実を受け入れながら "生きる" こと」より） | |    |

また、本楽曲には「間口の広さと奥行き」があるとし「バンドでやるべき」と考えたのは「やっぱりあそこでギターが鳴ってる、ピアノが鳴ってるっていうことが、最低限、この曲に体温と光、出口を与えてるし『みんなの楽曲』であるっていうふうに鳴らせる」ためであるという。
終盤は、1から4小節ごとに転調し、Cメジャーから最終的にGメジャーに到達する。バンドの楽曲の特徴として「ケセラセラ」に代表される、転調とともに華やかなエンディングへと向かう構造があるが、本楽曲は半音ずつキーが上がっているため、天国への階段を一段ずつ上っているようなイメージを想起できる。しかし、華やかなまま大団円とはいかず、楽曲は突如終わりを迎える。ピアノによるラストのメロディはスケール上完結しておらず、ペダルのリリースも潔い。
このアウトロに関しては「アウトロも途中で終わるんですけど、作ってる時に飽きたんですよ」「曲の最後、ちゃんと天国にたどり着いたっていう終わり方にしたら、これは前を向く曲になるなと思ってそれがバカバカしくなっちゃったと思って途中でやめた」「アウトロにはそれが全部詰まってる」と語っている。
本楽曲の歌詞に〈家に帰ってキスしよう〉と「キス」という単語が登場することを指摘された際には「目の前にある自分のためにある幸せを、自分のためだけに使い古そうと人々は奮起するっていうことの愚かさと愛しさみたいなものを描いてる」と、本楽曲のテーマについて言及。そして「世の中はどうもうまくいかないし、どうしようもないことばかりだけど、そんなことは一旦置いておいて、家にいる大事な人に会えればいいやみたいな、どこか投げやりな歌詞だと思うんです」と、歌詞に至った背景についても解説した。

自身らがパーソナリティを務めているラジオ番組『ミセスLOCKS!』にて、大森は〈この期に及んで尚 朝日に心動いている〉〈なら、どうすればいい？ いっそ忘れちゃえばいい？ そうだ 家に帰ってキスしよう〉をこだわりの歌詞であるとし、以下のように語った。
| 「                                                     | 見苦しいし、許せないし、やるせないし、捨てきれないんだけども、そんな落胆してる、諦めてしまってる世の中だけども、朝日が登ることに対して綺麗だと思う自分の心があるとか、そういうのって非常に馬鹿馬鹿しいというか。 僕はこれは皮肉の歌詞（として書いたわけ）で。いろんな人の状況とか、環境とか、世界のことに対する憤りとか、自分に対する憤りとか、いろいろあるけど「もういいや」みたいな。「もう自分の幸せだけ考えてればいいや」みたいな、もうそんなんで自分のわだかまりとか、世界のぐつぐつしたものっていうのが、さらっと気まぐれに流れていくっていうことの皮肉というか、風刺歌詞なんだよね、ここは。だから歌番組とかでも、ここだけ僕は楽しそうに歌いたいな、と思って。 | 」 |
| —大森元貴（TOKYO FM『ミセスLOCKS!』2025年5月12日より） | |    |

キーボード・藤澤は「僕はそもそも、楽曲のタイトルにびっくりしましたね」と述べ、そのタイトルに「作家としての意気込みというか、覚悟を感じました」「ある種、バンドとしての『天国』をここで表現しきるというパワーをすごく感じた」と口にした。楽曲や声は「綺麗」とした上で「綺麗なようでちょっといびつな感じ」「ちょっとした言葉に棘があったりとか、印象的な言葉が強いものだったり」「綺麗の裏側に香ってるから、そのいびつさ、チグハグじゃないけどその差異みたいなのが、すごく異様だとおもった」と、印象を語った。
ギター・若井は、本楽曲を初めて聴いた際に「なんともいえない恐怖感というか、怖さみたいなのが正直（感じられた）。元貴が作る楽曲で初めての感覚だった。ゾワッとするような」と、今までにはない感覚を抱いたことを語った。

## ミュージックビデオ
リリース日の同日に、楽曲のミュージックビデオが公開された。激情が迸るような楽曲性に反し、小さく空虚な空間の中で大森が語るかのように「虚無」の境地で歌う映像となっている。ラストシーンは、各メディアで「息を呑むような衝撃的なシーン」と評されている。5月15日には、ミュージックビデオのビハインド映像が公開された。
ミュージックビデオでは、最後に咲き誇る花を踏み潰し、唐突に終わりを告げる。このラストシーンは、大森による構想であり「決して「天国に行けたね」という話ではない」とし「人って目の前のものに目が眩むと、足元の大事なものに目がいかなくなる。それを繰り返す生き物だということを描きたかった」「気を付けようにも、そんな頭のいい生き物じゃないから、ずっとそれを繰り返して、なぜか贖罪を抱えて生きていく、そういうミュージックビデオにしようと（思った）」と語っている。

## 評価
- 音楽ジャーナリスト・柴那典は、先行試聴会に参加し「大森が死生観を表現した曲は過去にもいくつかあるし、通じ合うところもあるのだけれど、そのどれとも違う」「曲終盤ではめくるめく転調が繰り返され、ぷつりと途切れるように終わる。曲を聴いたあとに、映画を観終わった後のような興奮と余韻が残る」「挑戦的な曲調」と評した[10]。
- 音楽ライターの蜂須賀ちなみは、先行試聴会に参加し「愛をはじめとした人間的な感情など、いっそ捨ててしまえたら楽になれるだろうに、それができないから人は悩み葛藤する――そんな普遍的なテーマに対して「あくまで個人の心にフォーカスする」「その心象風景を音楽で描く」という方向性で、ドラスティックにアプローチしている曲なので、5.1chだと衝撃も没入感も凄まじい」「ラストのピアノフレーズがとりわけ効果的で、完結しきらない＝聴いた人の中でいつまでも余韻が響き続ける曲だなと思った」「一度聴いたらしばらくは、この曲で歌われていることについて考えざるを得ない」と評した[11]。
- ROCKIN'ON JAPANの有本早季は「この歌は『もし出会わなければ』という単純な仮定の話をするものではない。共に過ごした日々は肯定しながら、痛みと惨めさを抱いている。誰に何に苛立ちをぶつけたらいいのかわからないまま、不穏な転調も相まって最後まで曲を聴いても救われない。悲しみの淵にいるのに、大きな愛を感じさせる。愛と絶望のどちらも極限まで振り切った形で表現しているから、このアンビバレントさがどうしようもないほどに伝わってきて、1本の長編小説を読んだあとのような余韻を残す、壮大な5分22秒」と評した[35]。

## チャート成績

### Billboard JAPAN
本楽曲は、Billboard JAPANの総合ソングチャート「Hot 100」（5月14日公開）において、首位を獲得した。また、2位には「ライラック」、3位には「クスシキ」がランクインし、トップ3を独占した。同一アーティストが1位から3位を独占するのは、Ado以来2組目となる。なお、10位には「ダーリン」もランクインしている。
ストリーミングチャート「Streaming Songs」（5月14日公開）においても、1位を獲得。また、前週に首位であった「クスシキ」は、2位にランクインし、その後には「ライラック」が続き、本チャートにおいても、トップ3を独占。なお、同一アーティストが1位から3位を独占するのは、あいみょん・Official髭男dism・BTS・Adoに続く5組目となる。なお、7位・10位には「ダーリン」「ケセラセラ」もランクインしている。

### オリコン
オリコン週間ストリーミングランキング（5月14日公開）においても、首位を獲得した。また、本チャートにおいても、2位に「クスシキ」、3位に「ライラック」がランクインし、トップ3を独占。計3つのチャートにおいて、トップ3を独占することとなった。また、7位には「ダーリン」もランクインしている。
5月14日に公開された「YouTubeチャート」において、本楽曲が初登場1位（629.8万回）となった。また、2位には「ライラック」（537.6万回、先週1位）、3位には「クスシキ」（400.6万回、先週2位）と、トップ3を独占。さらに、11位には「ダーリン」（233.8万回）、23位には「インフェルノ」（143.7万回）など、トップ100内に8曲がランクインした。

### その他
5月6日に公開されたApple Music「週間ソング・ランキング」（集計期間：2025年4月28日 - 5月4日）では、本楽曲が10位に初登場。5月14日公開（集計期間：2025年5月5日 - 5月11日）のチャートでは、本楽曲が1位を獲得。また、2位には「クスシキ」、3位には「ライラック」がランクインし、トップ3を独占。さらに、8位には「ダーリン」、11位には「Soranji」、12位には「ケセラセラ」などがランクインし、トップ100内に20曲がランクインした。
5月6日に公開されたAmazon Music「Japan Top 50」（集計期間：2025年4月27日 - 5月3日）では、本楽曲が22位に初登場。5月13日公開（集計期間：2025年5月4日 - 5月10日）のチャートでは、2位にランクアップした。また、1位には「クスシキ」、3位には「ライラック」がランクインし、トップ3を独占。さらに、9位には「ケセラセラ」、10位には「青と夏」などがランクインし、トップ50内に14曲がランクインした。

## テレビ披露
| 番組名                            | 放送局       | 放送日        | 備考                                                  |
| --------------------------------- | ------------ | ------------- | ----------------------------------------------------- |
| CDTV ライブ! ライブ!              | TBS系列      | 2025年4月28日 | 「天国 (Movie ver.)」として披露。                     |
| Mrs. GREEN APPLE 10 YEARS SPECIAL | NHK総合      | 2025年5月5日  | フルサイズでの披露。                                  |
| ミュージックステーション          | テレビ朝日系 | 2025年5月23日 | 「クスシキ」「天国」の2曲を披露。フルサイズでの披露。 |